# Говіндараджа IV
Говіндараджа IV (гінді गोविंदाराज चतुर्थ; д/н — після 1193) — 19-й магараджахіраджа Сакамбхарі у 1192—1193 роках. Відомий як Гувака III (просторічний аналок ім'я Говінда).

## Життєпис
Походив з династії Чаухан. Син Прітхвіраджи III. 1192 року, коли його батько загинув, був неповнолітнім. Посів трон. визнав зверхність султана Мухаммада Ґорі. Фактично втратив свій статус правителя раджапутани, оскільки султан підкорядкував усіх васалів (саманта) клану Чаухан.
У відповідь стрийко правителя Харіраджа повалив Говіндараджу IV, який втік до фортеці Ранастамбхапур. тут опинився в облозі. Індійський намісник Гурідів Айбек, прийшов йому на допомогу, змусивши Харіраджу відступити. На знак подяки Говіндараджа подарував губернатору Гурідів три золоті дині. за цим відновився на троні в Аджаямеру. Проте 1193 року Харіраджа знову зав дав Говіндараджі IV поразщки, змусивши тікати до Ранастамбхапуру. Тут заснував власне князівство, що стало васалом Делійського султанату.
Дата смерті невідомо Говіндараджи IV. Його наступником став син Балгана (Валхана).